# بوركهارد كوردز
بوركهارد كوردز (بالبرتغالية: Burkhard Cordes) هو ربان ‏ برازيلي، ولد في 15 مايو 1939 في دارمشتات في ألمانيا.

## وصلات خارجية
- بوركهارد كوردز على موقع الاتحاد الدولي للملاحة الشراعية (موقع جديد) (الإنجليزية)
- بوركهارد كوردز على موقع اللجنة الأولمبية الدولية (الإنجليزية)
- بوركهارد كوردز على موقع أوليمبيديا (الإنجليزية)
- بوركهارد كوردز على موقع اللجنة الأولمبية البرازيلية (البرتغالية)